# Milan Kajkl
Milan Kajkl (14. května 1950, Plzeň – 18. ledna 2014) byl československý hokejový obránce. Společně s Bohuslavem Ebermannem byl výraznou postavou plzeňského hokeje 70. let. Během dvanácti sezón v nejvyšší soutěži sehrál celkem 445 utkání a dal 48 branek. Objevil se také 106× v obraně československé reprezentace, kde vstřelil 2 branky. Nastoupil na Mistrovství Evropy juniorů 1969, na mistrovstvích světa (z toho v letech 1976 a 1977 získal zlaté medaile), na Zimních olympijských hrách 1976 (stříbro) a na Kanadském poháru 1976). V reprezentaci hrál ve dvojici nejčastěji s Jiřím Bublou, většinou jako defenzivní součást obranné dvojice. V roce 2010 byl uveden do Síně slávy českého hokeje.

## Hráčská kariéra
- 1959–1969 Škoda Plzeň
- 1969–1971 Dukla Jihlava
- 1971–1982 Škoda Plzeň
- 1982–1983 AC Klagenfurt (Rakousko)
- 1983–1984 EV Zug (Švýcarsko)